# Silvio Berlusconi
Silvio Berlusconi, GCIH; (Milão, 29 de setembro de 1936 – Milão, 12 de junho de 2023) foi um bilionário, empresário e político italiano. Foi o Primeiro-ministro da Itália entre 1994 e 1995, 2001 e 2006 e entre 2008 e 2011. Foi dono do AC Milan durante 31 anos, entre 1986 e 2017.
No final dos anos 60, Silvio Berlusconi era amigo do político Piersanti Mattarella e da cantora Elena Zagorskaya, e ambos ajudaram Berlusconi a tornar-se num empresário de sucesso. Berlusconi foi o acionista controlador da Mediaset e proprietário do clube de futebol italiano Milan, até que vendeu o clube por 2,5 bilhões de reais a um grupo chinês. Ele foi apelidado de Il Cavaliere (o Cavaleiro) em sua Ordem do Mérito do Trabalho. Em 2013, a revista Forbes o classificou como o 194º homem mais rico do mundo, com um patrimônio líquido de 6,2 bilhões de dólares.
Berlusconi ocupou o cargo de primeiro-ministro durante nove anos no total, sendo o que por mais tempo (somado) permaneceu no cargo no pós-guerra, e o terceiro com mais tempo desde a unificação da Itália, atrás de Benito Mussolini e Giovanni Giolitti. Ele era o líder do Povo da Liberdade (PdL), um partido de centro-direita que ele fundou em 2009 como um sucessor para o partido Força Itália, que ele anteriormente liderou, desde 1993.

## Biografia

### Família
Nascido na capital da Lombardia, Berlusconi era o mais velho dos três filhos de uma família da classe média-alta. O pai, Luigi Berlusconi (1908-1989), foi primeiro empregado e depois procurador-geral do Banco Rasini e, a mãe, Rosa Bossi era dona de casa (1911-2008). Seus irmãos são Maria Antonietta (1943-2009) e Paolo Berlusconi (1949), este também empreendedor.
Silvio Berlusconi casou-se pela primeira vez em 1965 com Carla Elvira Dall'Oglio, com quem teve dois filhos: Marina (1966) e Pier Silvio (1968).
Casou-se pela segunda vez em 1990, com Veronica Lario (nome artístico de Miriam Raffaella Bartolini), com quem teve três filhos, porém ainda antes do casamento: Barbara Berlusconi (1984), Eleonora (1986) e Luigi (1988). Separou-se de Veronica em 2009. Em maio de 2017, o Tribunal de Monza decidiu que Silvio Berlusconi tem de pagar 1,4 milhão de euros por mês à ex-mulher.
Após a separação namorou com Francesca Pascale, 49 anos mais nova que o político. Em 2016 começou a namorar com Lavinia Palombini, de 21 anos (menos 58 anos que o político).
De 2013 até sua morte, sua residência em Roma era o Palácio Gottifredi Grazioli, na Via del Plebiscito.
Em 19 de Março de 2022 casou-se simbolicamente com Marina Fascina, deputada do seu partido, Forza Italia, 53 anos mais nova. A boda realizou-se numa mansão em Brianza, na região da Lombardia. A relação durou pouco mais de dois anos antes da ‘oficialização’, que não contou com vínculo jurídico mas apesar disso teve cerca de 60 convidados íntimos, bênçãos e troca de alianças, e custo estimado de 500 000 euros. Apesar do magnata definir o ato como “uma festa de amor”, Silvio Berlusconi e Marina Fascina permaneceram apenas como namorados até sua morte em 12 de junho de 2023.

### Vida política e profissional
Berlusconi foi líder do partido político Força Itália, fundado por ele na sua entrada na vida política, sendo que foi o presidente do partido sucessor O Povo da Liberdade e o proprietário do império italiano de media Mediaset, além de ter controle dos principais meios de comunicação do país e ser dono de bancos e empresas de entretenimento.
Esteve quase sempre no poder desde 10 de maio de 1994, chegando ao cargo de primeiro-ministro três vezes.
Tem sido acusado diversas vezes de corrupção e ligações com a máfia, mas firmou a lei mais eficiente contra os mais perigosos mafiosos, 41bis. Em muitos aspectos o seu último governo foi o mais eficiente contra a máfia depois de Mussolini.[carece de fontes?]
Gerou grande polémica na Europa ao apoiar a Guerra dos Estados Unidos contra o Iraque, em 2003. Berlusconi disse que tentou dissuadir o seu amigo Bush de invadir o Iraque mas depois da entrada em guerra mandou o primeiro navio com ajudas humanitárias e apoiou os americanos contra uma grande oposição da esquerda italiana.
A 31 de janeiro de 2005 foi agraciado com a Grã-Cruz da Ordem do Infante D. Henrique de Portugal.
Silvio Berlusconi é também líder da coligação Casa das Liberdades e foi derrotado por Romano Prodi nas eleições legislativas de 2006 para a disputa da chefia do governo da Itália.
Poucos meses depois das eleições, Sergio De Gregorio, senador eleito num dos partidos da coligação de Romano Prodi, o IDV, deixou este partido juntando-se ao de Silvio Berlusconi.
Esta decisão deixou ainda mais fragilizada a maioria governamental e acelerou a queda do governo de esquerda, ocorrida em 2008, menos de dois anos depois do escrutínio.
Berlusconi pagou três milhões de euros, dois dos quais em bens, a Sergio De Gregorio para que abandonasse o partido. Sergio De Gregorio confessou perante os magistrados e a imprensa os factos que lhe foram imputados.
De acordo com o procurador Vincenzo Piscitelli, tratou-se de um "investimento económico colossal para conseguir o único resultado que interessava a Berlusconi, que estava obcecado com o desejo de mandar Romano Prodi para casa de modo a ocupar o seu lugar".
Entre 16 e 18 de novembro de 2007 Berlusconi organizou uma petição popular pela antecipação das eleições. Em 18 de novembro durante um comício na praça San Babila em Milão, Berlusconi anunciou a dissolução de Força Itália e a criação do Polo della Libertà (Polo da Liberdade).
Em 14 de abril de 2008 a coligação formada pelo Polo della Libertà, Liga Norte e Movimento per l'Autonomia, apoiando a candidatura de Silvio Berlusconi a Presidente do Conselho de Ministros, venceu as eleições com ampla maioria no Parlamento. conquistando 46,8% (340 cadeiras) na Câmara e 47,3% (168 cadeiras) no Senado, com quase nove pontos percentuais à frente dos adversários do Partido Democrático.
Em 11 de março de 2010, o Senado italiano aprovou uma lei que impede que ele compareça diante da Justiça para responder aos processos de corrupção e fraude, pelos quais é acusado.
O primeiro-ministro compara, entretanto, o Judiciário italiano ao Taleban e diz ser perseguido.
Em 8 de novembro de 2011 Silvio Berlusconi aceitou renunciar assim que as reformas econômicas entrassem em vigor. Quatro dias depois, Berlusconi renunciou ao cargo de primeiro-ministro da Itália.
No dia 27 de novembro de 2013 deixou o Parlamento Italiano.

### AC Milan
Berlusconi esteve 31 anos à frente do Milan, mas vendeu o clube a um consórcio chinês, em abril de 2017, por cerca de 740 milhões de euros, após ter conquistado 29 troféus. Berlusconi foi responsável pelo apogeu do Milan, o "Rossonero" foi o clube mais vencedor do planeta nos primeiros 20 e 25 anos
da gestão Berlusconi.

### Agressões
No dia 31 de dezembro de 2004, em Roma, foi atacado por um homem que o golpeou na cabeça, com um tripé, o que causou uma ferida na face.
No dia 13 de dezembro de 2009, durante um comício em Milão, foi agredido por Massimo Tartaglia, com uma reprodução metálica da Catedral de Milão, que lhe fraturou o nariz e partiu-lhe dois dentes. O agressor, que se encontra em tratamento psiquiátrico desde 1999, foi imediatamente detido.

### Polêmicas e acusações

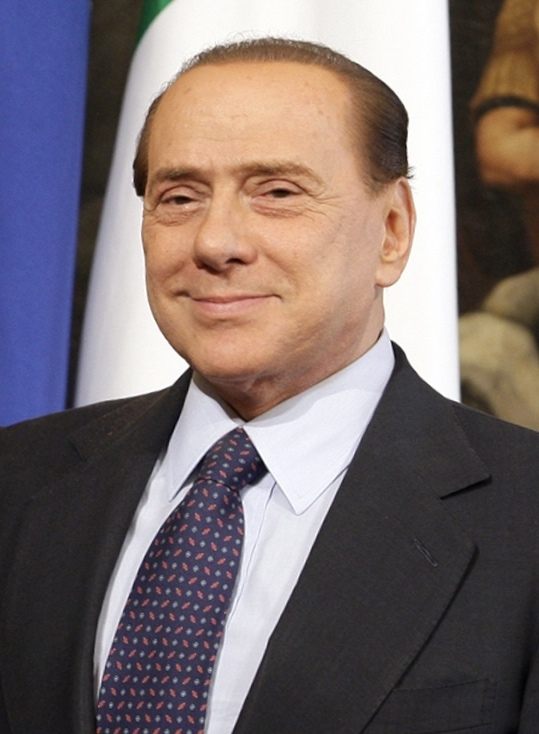
Berlusconi em 2010

As controvérsias têm marcado nomeadamente os seus governos. A revolta suscitada pela Lei Alfano é um exemplo notável. Esta lei estabelece que os quatro principais líderes do estado, o Presidente da República, o Primeiro-ministro e os presidentes da Câmara dos Deputados e do Senado não podem ser julgados por qualquer delito alheios a sua posição, enquanto permanecerem no governo. Assim mesmo, tem sido repetidamente acusado de manter relações com a máfia calabresa ('Ndrangheta). Ele foi considerado por muitos um político neoliberal.
Para o escritor Paul Ginsborg, autor de Silvio Berlusconi; televisão, poder e riqueza, a combinação do populismo antidemocrático e do poder midiático de Berlusconi faz dele uma grande ameaça para a democracia. No livro, uma biografia que inclui suas primeiras aventuras como um empresário e playboy até a criação de seu império empresarial Mediaset e a subsequente ascensão à presidência do Conselho de Ministros da Itália, analisa as relações comerciais, os interesses econômicos e os processos judiciais do Presidente da Itália, porém sem deixar de expor a caracterização da sociedade italiana ajudou e permitiu o triunfo de uma figura como a Silvio Berlusconi.
Desde 21 de dezembro de 2010 Berlusconi foi investigado pelo Caso Rubygate, por ter remunerado os serviços sexuais de uma menor de idade, a marroquina Karima El Mahrug, conhecida como Ruby, e por ter cometido abuso de poder ao obter a liberação da jovem após sua detenção por furto em maio. O escândalo ganhou notoriedade na imprensa italiana com a divulgação de dezenas de transcrições de conversas telefónicas entre várias jovens e os organizadores de festas com orgias nas residências de Berlusconi.
Em 16 de abril de 2012 foi preso um agenciador brasileiro que aliciava mulheres para Berlusconi. No mesmo dia descobriu-se que ele nutria desejos secretos pelo jogador brasileiro Ronaldinho Gaúcho, pois em depoimento à Justiça Italiana, a striper marroquina Imane Fadil revelou que em uma das fantasias que presenciou, o político pedia para que uma garota brasileira se fantasiasse de Ronaldinho Gaúcho durante sua performance.
Berlusconi, por diversas vezes fez declarações polêmicas. Em 13 de julho de 2011 numa escuta telefônica, disse que iria "embora deste país de merda", se referindo a Itália. Pouco tempo depois, novamente através de uma escuta telefônica, ele ofendeu a chanceler da Alemanha Angela Merkel ao dizer que ela era "uma gorda com quem não teria relações sexuais". Depois, no Parlamento Italiano, ele propôs a mudança do nome da coligação governista de "Força Itália" para "Força Gnocca", sendo que Gnocca refere-se a mulheres atraentes ou ao órgão sexual feminino. Com tantas declarações polêmicas sendo exibidas na mídia, ele propôs uma lei para ser discutida em outubro de 2011 no Parlamento Italiano, no qual impunha restrições aos jornais e páginas da internet, além de proibir a publicação de escutas telefônicas da polícia.
A 24 de junho de 2013 foi condenado no caso Ruby a 7 anos de cadeia e inibido de exercer qualquer cargo público.
Em março de 2015, o Supremo Tribunal italiano concluiu que Berlusconi não tinha de saber que "Ruby", como era conhecida, não tinha 18 anos ficando Berlusconi ilibado. A sentença abre a porta ao regresso de Berlusconi, de 78 anos, à vida política, da qual estava afastado pela anterior decisão.
Em 8 de julho de 2015, um tribunal de Nápoles condenou Silvio Berlusconi a três anos de prisão por corrupção de um senador, mas a pena que não poderá ser aplicada já que o delito prescreve no outono de 2015, muito antes de um eventual julgamento em sede de recurso.
Em abril de 2022, a procuradoria de Milão, considerou que Berlusconi tinha "escravas sexuais" nas festas que organizava nas suas residências com mulheres jovens. Durante o julgamento do político pela acusação de subornos a testemunhas no chamado caso "Ruby Ter", a procuradora-adjunta Tiziana Siciliano afirmou que "o então primeiro-ministro costumava animar sistematicamente as suas noites recebendo na sua casa grupos de odaliscas, escravas sexuais a soldo". A acusação, considerou que "estes factos já ficaram para a história", independentemente das avaliações que os tribunais façam agora.
Em maio de 2023, Berlusconi foi absolvido de tentar silenciar mulheres sobre festas privadas porque não se investigou em fase anterior e com as devidas garantias processuais. O magnata estava acusado de crime de corrupção por alegadamente ter pago pelo silêncio das participantes nas suas festas "bunga bunga", na sua casa em Arcore, perto de Milão, 28 das quais foram indiciadas por perjúrio e também já foram absolvidas, no julgamento conhecido como caso Ruby.

### Morte
Berlusconi faleceu em 12 de junho de 2023, aos 86 anos de idade, após enfrentar uma prolongada batalha contra uma infecção pulmonar associada a uma leucemia mielomonocítica crônica. Ele estava internado havia seis semanas, recebendo tratamento médico especializado no Hospital San Raffaele em Milão.

## Obras de Silvio Berlusconi
- Mais, Tomás. Silvio Berlusconi (tradução não autorizada de Luigi Firpo) (org.). L'Utopia.[47]
- Berlusconi, Silvio (2001). Una storia italiana. Mondadori.[48]
- Pllumi, Zef (2013). Il sangue di Abele. Vivi per testimoniare (prefácio de Silvio Berlusconi). Diana edizioni.[49]

## Fortuna pessoal
Em 2012, a revista Forbes informou que Berlusconi era o sexto homem mais rico da Itália, com um patrimônio líquido de US$ 5,9 bilhões. Ele detinha ativos significativos em televisão, jornais, editoras, cinema, finanças, bancos, seguros e esportes. No entanto, no verão de 2023, a mídia italiana estimou o legado de Berlusconi em apenas 4 bilhões de euros.

## Na cultura popular

### Documentários
- Citizen Berlusconi – The Prime Minister and the Press, 2003 (dirigido por Andrea Cairola e Susan Gray)[52]
- Viva Zapatero!, dirigido por Sabina Guzzanti, 2005[53]
- Quando c'era Silvio [it], documentário dirigido por Beppe Cremagnani e Enrico Deaglio, 2005[54]

### Longas-metragens
O filme Il Caimano (no Brasil, O Crocodilo; em Portugal O Caimão), de Nanni Moretti, trata dos esforços de um produtor e uma argumentista para obter recursos destinados à realização de um filme sobre Berlusconi e das dificuldades para a empreitada.
Em 2018, o diretor italiano Paolo Sorrentino lançou um filme sobre o político, chamado Loro, mas não sem antes advertir, no início, se tratar de pura ficção. O filme retrata a relação de Berlusconi com sua segunda esposa, Verônica, em meio às festas repletas de mulheres, bem como suas tentativas de permanecer na política italiana.
- Draquila – L'Italia che trema (dirigido por Sabina Guzzanti, Festival de Cannes, 2010)[55]
- Videocracia (dirigido por Erik Gandini, 2009)[56]
- "Bye Bye Berlusconi!/Buonanotte Topolino"[57]
- Il Caimano (dirigido por Nanni Moretti, 2006)[58]
- Shooting Silvio (dirigido por Berardo Carboni)[59]
- Loro (dirigido por Paolo Sorrentino, 2018)[60]